# José Coderch
José Coderch Planas (Castellón de Ampurias, 17 de marzo de 1947 - Gerona, 10 de abril de 2005) fue un político y diplomático español.

## Biografía
Licenciado en Derecho por la Universidad de Barcelona y en Ciencias Políticas por la Universidad Complutense de Madrid, en 1974 ingresó en el cuerpo diplomático como jefe de gabinete del Ministerio de Asuntos Exteriores. En 1979 fue nombrado secretario general del Gabinete del Presidente del Gobierno, Adolfo Suárez, y se convirtió en líder de Unión de Centro Democrático (UCD) en la provincia de Gerona. En noviembre de 1980 sustituyó a José María Belloch Puig como gobernador civil de la provincia de Barcelona, puesto que ocupó hasta poco después del fallido golpe de Estado del 23 de febrero de 1981, en que fue sustituido por Jorge Fernández Díaz, por sus desavenencias con el Gobierno central.
Desaparecida la UCD tras la derrota en las elecciones generales de 1982, siguió a Adolfo Suárez en la creación del Centro Democrático y Social (CDS), formación con la que fue elegido diputado al Parlamento Europeo en las elecciones de 1987. En 1989 fue nombrado cónsul general de España en Ámsterdam y, más tarde, director de relaciones exteriores del Comité Organizador de los Juegos Olímpicos de Barcelona de 1992. Entre 1994 y 1996 dirigió la Escuela Diplomática. Ese mismo año, fue propuesto como embajador en Cuba, pero las desavenencias entre ambos gobiernos hizo que el Gobierno cubano retirara el placet en noviembre de 1996.
Continuó su carrera diplomática como embajador en Bulgaria (1997) y Brasil (2001-2004). En 2005 le fue concedida la Gran Cruz de la Orden del Mérito Civil a título póstumo (RD 495/2005).